# Locos peligrosos
Locos peligrosos es una película de comedia musical mexicana de 1957 dirigida por Fernando Cortés y protagonizada por Germán Valdés «Tin-Tan», Luis Aguilar, Yolanda Varela y Ariadna Welter.

## Argumento
Un chelista y un pianista, junto con la hija del dueño de una casa musical, forman un trío clásico. Un productor de televisión los reta a enfrentarse con un grupo moderno. Aceptan y así comienzan una nueva carrera dentro de la música popular, por lo que su antiguo patrón los desprecia, limitando así el amorío entre su hija y uno de ellos.

## Reparto
- Germán Valdés «Tin-Tan» como Federico.
- Luis Aguilar como Pedro.
- Julio Villarreal como Don Julio Saraste.
- Yolanda Varela como Minerva Saraste.
- Ariadna Welter como María Mercedes/Angela Satán.
- Marcelo Chávez como Sr. Conde, gerente de hotel.
- Paco Malgesto como Él mismo.
- Vicky Codina como Teresa García, de Camagüey.
- Manuel «Loco» Valdés como Puppy Lane.
- Ricardo Adalid como Empleado de hotel.
- Magda Donato como Clienta de Don Julio.
- Fidel Ángel Espino como Pepe.
- Francisco Meneses como Empleado de aduana.
- Mario Cid como Fotógrafo.
- Víctor Manuel Castro
- Lupe Carriles como Bruja de los picachos.
- Jorgito Kreutzmann como Botones.
- Michaelangelo Verso
- Roberto Pérez Vázquez